# Holttumia flabellivenia
Holttumia flabellivenia là một loài thực vật có mạch trong họ Adiantaceae. Loài này được (Baker) Copel. miêu tả khoa học đầu tiên năm 1941.